# Villiers-le-Sec (Nièvre)
Villiers-le-Sec é uma comuna francesa na região administrativa de Borgonha-Franco-Condado, no departamento de Nièvre. Estende-se por uma área de 1,38 km². Em 2010 a comuna tinha 49 habitantes (densidade: 35,5 hab./km²).